# 捜索中追尾
捜索中追尾（英語: Track while scan, TWS）は、レーダーの動作モードの一つ。単一のレーダー・システムが走査を行いつつ、1つあるいは複数の目標を同時に捕捉・追尾して、目標の位置情報を定期的に報告する方式である。
古典的には、2本のファンビームを生成することで、1本のビームで通常のセクタ走査を継続しながら、もう1本で割り当てられた目標を追尾するという手法が用いられることが多く、それぞれ異なる周波数をもちいる2つのアンテナでそれぞれ1本ずつのファンビームを作り出して、一方で目標の仰角を、もう一方で方位角を測定する方式もあれば、1つのアンテナで走査しながら1つ以上の目標を同時に捕捉・追尾して、目標の位置情報を定期的に報告する方式もある。機械的走査式のレーダーで後者の手法を採用する場合、追尾に専念するよりも精度（情報更新頻度）が落ちることは避けられないが、ビーム形成能力に優れたフェーズドアレイレーダーにおいては、複数のペンシル・ビームを同時に形成・指向することで、より柔軟に複数目標の捜索・追尾を行うことができる。これらのレーダーは、真の意味での追尾レーダーではないが、射撃指揮に足りるだけの精度の位置情報を提供しうる。